# Єпископ-помічник
Єпи́скоп-помічни́к (лат. episcopus auxiliaris; англ. auxiliary bishop, ісп. obispo auxiliar, італ. Vescovo ausiliare, нім. Weihbischof, порт. bispo-auxiliar) — у християнстві єпископ, що допомагає головному єпископу діоцезії (єпархії) в адміністративній роботі. У Католицькій церкві різних обрядів виконує роль намісника головного єпископа у частинах діоцезії (деканатах, регіонах або вікаріатах), виступає його представником в організаціях (дворі, уряді, товариствах тощо) чи особливих спільнотах. За сучасним звичаєм має звання єпископа певної титулярної катедри, що колись існувала в минулому. Згідно з канонічним правом головний єпископ діоцезії призначає його на посаду вікарія (генерального або єпископського). У східних православних церквах єпископи-помічники називаються вікаріями, або єпископами-вікаріями. Також — ауксіліа́рій, авксіліа́рій (лат. Auxiliarius, «помічник»), допоміжний єпископ.